# Mont Sokbaro
A Mont Sokbaro hegycsúcs Nyugat-Afrikában, Togo és Benin határán. Az Atakora-hegységben fekszik, magassága 658 méter. Koordinátái é.sz. 9° 19′ 41’’ és k.h. 1° 24′ 56’’.
A csúcs Benin legmagasabb pontja.